# Rolf Åsard
Rolf Åsard, född 18 augusti 1936 i Härnösand, död 7 april 1998 i Skarpnäcks församling i Stockholm, var en svensk jurist och målare.
Han var son till majoren Birger Åsard och Elin Wieslander och från 1961 gift med Aase Landin. Han fick två barn, Linda och Malena samt två barnbarn: Morris och Minna Åsard. Han studerade juridik vid Stockholms universitet. Efter arbete vid tingsrätten i Gävle 1964–1966 och något år vid Svea hovrätt i Stockholm var han var anställd som förbundsjurist vid Svenska Arkitekters Riksförbund. Som konstnär medverkade han bland annat i Liljevalchs konsthalls Stockholmssalonger samt vårsalonger och separat ställde han bland annat ut i Gävle, Åhus, Stockholm, Värnamo, Hedemora och Södertälje. Hans konst anknyter till popkonsten som växte fram i mitten av 1960-talet. Han var under en period extralärare vid Beckmans designhögskola och 1964–1966 var han medarbetare i Gefle Dagblad. Han var dessutom frilansjournalist och kåsör i Dagens Nyheter och Svenska Dagbladet. Åsard är representerad vid Moderna museet i Stockholm, Gävle museum, Göteborgs museum och Södertälje kommun. Han är gravsatt i minneslunden på Skogskyrkogården i Stockholm.